# Reinhardshagen
Reinhardshagen är en kommun i Landkreis Kassel i Regierungsbezirk Kassel i förbundslandet Hessen i Tyskland.
Kommunen bildades 31 december 1970 genom en sammanslagning av de tidigare kommunerna Vaake och Veckerhagen.